# Chrysallactis aureorubra
Chrysallactis aureorubra är en fjärilsart som beskrevs av George Francis Hampson 1900. Chrysallactis aureorubra ingår i släktet Chrysallactis och familjen björnspinnare. Inga underarter finns listade i Catalogue of Life.